# Persone di nome Miguel
| Questa pagina contiene informazioni ricavate automaticamente dalle voci biografiche con l'ausilio del template Bio e di un bot. L'aggiornamento è periodico e automatico e ricostruisce completamente la pagina. Se manca una persona in questa lista, sei pregato di non aggiungerla, ma accertati piuttosto che la sua voce biografica contenga il template Bio e che i dati anagrafici siano correttamente compilati. Se il template Bio manca, inseriscilo tu stesso o, in alternativa, metti l'avviso {{tmp\|Bio}} che ne segnala la mancanza. Se i dati riportati sono sbagliati, correggi direttamente la voce biografica; le modifiche saranno visibili in questa lista entro pochi giorni. Per chiarimenti vedi il progetto antroponimi. La lista contiene solo le 563 persone che sono citate nell'enciclopedia e per le quali è stato implementato correttamente il template Bio. Pagina aggiornata al 6 ago 2025. |

Questa è una lista di persone presenti nell'enciclopedia che hanno il nome Miguel, suddivise per attività principale.

## Allenatori di calcio(25)
- Miguel Ángel Alonso, allenatore di calcio e ex calciatore spagnolo (Tolosa, n. 1953)
- Miguel Ángel Angulo, allenatore di calcio e ex calciatore spagnolo (Oviedo, n. 1977)
- Miguel Ángel Brindisi, allenatore di calcio e ex calciatore argentino (Almagro, n. 1950)
- Miguel Caneo, allenatore di calcio e ex calciatore argentino (General Roca, n. 1983)
- Miguel Company, allenatore di calcio e ex calciatore peruviano (Lima, n. 1945)
- Miguel Ángel Díaz, allenatore di calcio e ex calciatore salvadoregno (Chalatenango, n. 1957)
- Miguel Ángel Echenausi, allenatore di calcio e ex calciatore venezuelano (n. 1968)
- Miguel España, allenatore di calcio e ex calciatore messicano (Città del Messico, n. 1961)
- Miguel Falero, allenatore di calcio e ex calciatore uruguaiano (Ciudad de la Costa, n. 1957)
- Miguel de Jesús Fuentes Razo, allenatore di calcio e ex calciatore messicano (Guadalajara, n. 1971)
- Miguel Herrera, allenatore di calcio e ex calciatore messicano (Cuautepec de Hinojosa, n. 1968)
- Miguel Ignomiriello, allenatore di calcio argentino (La Plata, n. 1927)
- Miguel Juárez, allenatore di calcio e calciatore argentino (El Tala, n. 1931 - Rosario, † 1982)
- Miguel Ángel Lotina, allenatore di calcio e ex calciatore spagnolo (Meñaka, n. 1957)
- Ángel López Pérez, allenatore di calcio spagnolo (Madrid, n. 1983)
- Miguel Mejía Barón, allenatore di calcio messicano (Città del Messico, n. 1949)
- Miguel Ángel Sánchez Muñoz, allenatore di calcio e ex calciatore spagnolo (Madrid, n. 1975)
- Miguel Ángel Ferrer, allenatore di calcio e ex calciatore spagnolo (Caravaca de la Cruz, n. 1978)
- Miguel Ponce, allenatore di calcio e ex calciatore cileno (Santiago, n. 1971)
- Miguel Ángel Ramírez, allenatore di calcio spagnolo (Las Palmas de Gran Canaria, n. 1984)
- Miguel Riffo, allenatore di calcio e ex calciatore cileno (Santiago del Cile, n. 1981)
- Miguel Ángel Russo, allenatore di calcio e ex calciatore argentino (Lanús, n. 1956)
- Miguel Ángel Santoro, allenatore di calcio e ex calciatore argentino (Sarandí, n. 1942)
- Miguel Ángel Sola, allenatore di calcio e ex calciatore spagnolo (Pamplona, n. 1957)
- Miguel Veloso, allenatore di calcio e ex calciatore portoghese (Coimbra, n. 1986)

## Allenatori di calcio a 5(1)
- Miguel Rodrigo, allenatore di calcio a 5 e ex giocatore di calcio a 5 spagnolo (Valencia, n. 1970)

## Allenatori di hockey su pista(1)
- Miguel Viterbo, allenatore di hockey su pista e ex hockeista su pista portoghese (Santo Ildefonso, n. 1977)

## Allenatori di pallacanestro(5)
- Miguel Ângelo da Luz, allenatore di pallacanestro brasiliano (Rio de Janeiro, n. 1959)
- Miguel del Río, allenatore di pallacanestro cubano (Santa Clara, n. 1950 - † 2022)
- Miguel Lutonda, allenatore di pallacanestro e ex cestista angolano (Luanda, n. 1971)
- Miguel Méndez, allenatore di pallacanestro spagnolo (Vigo, n. 1967)
- Miguel Ángel Ripullone, allenatore di pallacanestro argentino (Buenos Aires, n. 1930 - Neuquén, † 1981)

## Altisti(1)
- Miguel Ángel Sancho, altista spagnolo (Valencia, n. 1990)

## Ammiragli(1)
- Miguel de Oquendo y Segura, ammiraglio spagnolo (San Sebastián, n. 1524 - † 1588)

## Anarchici(1)
- Miguel Amorós, anarchico, storico e saggista spagnolo (Valencia, n. 1949)

## Antropologi(2)
- Miguel León-Portilla, antropologo e storico messicano (Città del Messico, n. 1926 - Città del Messico, † 2019)
- Miguel Vale de Almeida, antropologo e docente portoghese (Lisbona, n. 1960)

## Arbitri di calcio(1)
- Miguel Barbera, arbitro di calcio argentino

## Architetti(2)
- Miguel Fisac, architetto, urbanista e pittore spagnolo (Daimiel, n. 1913 - Madrid, † 2006)
- Bernardo Fort-Brescia, architetto e imprenditore peruviano (Lima, n. 1951)

## Arcivescovi cattolici(2)
- Miguel Câmara Filho, arcivescovo cattolico brasiliano (Quixeramobim, n. 1925 - Teresina, † 2018)
- Miguel Roca Cabanellas, arcivescovo cattolico spagnolo (Palma di Maiorca, n. 1921 - Motilla del Palancar, † 1992)

## Artisti(1)
- Miguel Chevalier, artista francese (Città del Messico, n. 1959)

## Artisti marziali misti(1)
- Miguel Torres, artista marziale misto e kickboxer statunitense (East Chicago, n. 1981)

## Astronomi(2)
- Miguel Itzigsohn, astronomo argentino (Bruxelles, n. 1908 - La Plata, † 1978)
- Miguel de Pascual Martínez, astronomo spagnolo

## Atleti(1)
- Miguel Benancio Sánchez, atleta argentino (Bella Vista, n. 1952 - † 1978)

## Attivisti(1)
- Miguel Trujillo, attivista statunitense (Pueblo of Isleta, n. 1904 - † 1989)

## Attori(19)
- Miguel Bernardeau, attore spagnolo (Valencia, n. 1996)
- Miguel Brocca, attore e modello messicano (Città del Messico, n. 1989)
- Miguel Diosdado, attore spagnolo (Siviglia, n. 1985)
- Miguel Ferrer, attore statunitense (Santa Monica, n. 1955 - Los Angeles, † 2017)
- Miguel Ángel Fuentes, attore messicano (Tlacotepec Plumas, n. 1953 - Azcapotzalco, † 2023)
- Miguel Gobbo Diaz, attore dominicano (Santo Domingo, n. 1989)
- Miguel Gomez, attore e rapper colombiano (Cali, n. 1985)
- Miguel Herrán, attore spagnolo (Malaga, n. 1996)
- Miguel Ligero Rodríguez, attore spagnolo (Madrid, n. 1890 - Madrid, † 1968)
- Miguel Mas, attore e regista cinematografico argentino (n. 1967)
- Miguel Molina, attore spagnolo (Madrid, n. 1963)
- Miguel Ángel Muñoz, attore e cantante spagnolo (Madrid, n. 1983)
- Miguel A. Núñez Jr., attore statunitense (New York, n. 1964)
- Miguel Palmer, attore messicano (Villahermosa, n. 1942 - Città del Messico, † 2021)
- Miguel Rellán, attore spagnolo (Tétouan, n. 1942)
- Miguel Ángel Rodríguez, attore argentino (Buenos Aires, n. 1960)
- Miguel Sandoval, attore e regista statunitense (Washington, n. 1951)
- Miguel Ángel Silvestre, attore spagnolo (Castellón de la Plana, n. 1982)
- Miguel Ángel García, attore spagnolo

## Avvocati(1)
- Miguel Ángel Yunes Linares, avvocato e politico messicano (Soledad de Doblado, n. 1952)

## Canottieri(1)
- Miguel Seijas, ex canottiere uruguaiano (Montevideo, n. 1930)

## Cantanti(6)
- Saiko, cantante e rapper spagnolo (Armilla, n. 2002)
- Sizzla, cantante giamaicano (Saint Mary, n. 1976)
- Miguel Escueta, cantante filippino (Manila, n. 1984)
- Miguelito, cantante portoricano (n. 1999)
- Nacho, cantante venezuelano (Lecheria, n. 1983)
- Miki Núñez, cantante e conduttore televisivo spagnolo (Terrassa, n. 1996)

## Cardinali(7)
- Miguel Ángel Ayuso Guixot, cardinale e vescovo cattolico spagnolo (Siviglia, n. 1952 - Roma, † 2024)
- Miguel García Cuesta, cardinale e arcivescovo cattolico spagnolo (Macotera, n. 1803 - Santiago di Compostela, † 1873)
- Miguel Darío Miranda y Gómez, cardinale e arcivescovo cattolico messicano (León, n. 1895 - León, † 1986)
- Miguel Carlos José de Noronha e Abranches, cardinale portoghese (Lisbona, n. 1744 - Lisbona, † 1803)
- Miguel Obando Y Bravo, cardinale e arcivescovo cattolico nicaraguense (La Libertad, n. 1926 - Managua, † 2018)
- Miguel Payá y Rico, cardinale e arcivescovo cattolico spagnolo (Beneixama, n. 1811 - Toledo, † 1891)
- Miguel de Zalba, cardinale spagnolo (Pamplona - Monaco, † 1406)

## Cestisti(33)
- Miguel Acuña, ex cestista messicano (n. 1972)
- Miguel Allen, cestista spagnolo (La Aldea de San Nicolás, n. 2003)
- Miguel Arellano, cestista messicano (Zacatecas, n. 1941 - Cancún, † 2021)
- Miguel Ayala, ex cestista messicano (Tepic, n. 1982)
- Miguel Ballícora, cestista, allenatore di pallacanestro e dirigente sportivo argentino (Buenos Aires - Olivos, † 2021)
- Miguel Berdiel, cestista portoricano (Ponce, n. 1983)
- Miguel Buval, ex cestista francese (Lamentin, n. 1990)
- Miguel Ángel Cabral, ex cestista spagnolo (Jerez de la Frontera, n. 1970)
- Miguel Calderón, ex cestista e allenatore di pallacanestro cubano (L'Avana, n. 1950)
- Mickey Coll, cestista portoricano (San Juan, n. 1951 - Barceloneta, † 1972)
- Miguel Cortijo, ex cestista argentino (La Banda, n. 1958)
- Miguel Diab, cestista uruguaiano (Buenos Aires, n. 1920 - † 1994)
- Miguel Estrada, ex cestista spagnolo (Madrid, n. 1950)
- Miguel Ferrer Socias, cestista cileno (Santiago del Cile, n. 1911)
- Miguel Gerlero, cestista argentino (Río Tercero, n. 1988)
- Miguel Godoy, cestista peruviano (Chorrillos, n. 1907 - Lima, † 2002)
- Miguel González Lázaro, cestista spagnolo (Valencia, n. 1938 - Valencia, † 2022)
- Miguel González Burgos, cestista spagnolo (Valladolid, n. 1999)
- Mike Hansen, ex cestista spagnolo (Torrejón de Ardoz, n. 1970)
- Miguel Llaneras, cestista cubano (L'Avana, n. 1926)
- Miguel López Abril, cestista e allenatore di pallacanestro spagnolo (L'Hospitalet de Llobregat, n. 1954 - Barcellona, † 2021)
- Miguel Lorenzo, ex cestista spagnolo (Lugo, n. 1991)
- Miguel Marriaga, cestista venezuelano (Maracaibo, n. 1984)
- Miguel Martínez, cestista libanese (Beirut, n. 1988)
- Miguel Pedro Martínez Lopes, cestista brasiliano (Rio de Janeiro, n. 1912 - Rio de Janeiro, † 2008)
- Miguel Minhava, ex cestista portoghese (Lisbona, n. 1983)
- Miguel Miranda, ex cestista portoghese (Porto, n. 1978)
- Miguel Montalvo, ex cestista cubano (Camagüey, n. 1943)
- Miguel Ángel Pichardo, ex cestista dominicano (Santiago de los Caballeros, n. 1980)
- Miguel Ángel Reyes, ex cestista spagnolo (Cáceres, n. 1968)
- Pepe Rozón, ex cestista dominicano (Santo Domingo, n. 1952)
- Miguel Ruiz González, cestista venezuelano (Caracas, n. 1990)
- Miki Servera, cestista spagnolo (Palma di Maiorca, n. 1992)

## Chitarristi(2)
- Miguel Ablóniz, chitarrista e compositore greco (Il Cairo, n. 1917 - Acqui Terme, † 2001)
- Miguel Llobet, chitarrista e compositore spagnolo (Barcellona, n. 1878 - Barcellona, † 1938)

## Ciclisti su strada(12)
- Miguel Arroyo, ciclista su strada messicano (Huamantla, n. 1966 - Puebla, † 2020)
- Miguel Eduardo Flórez, ciclista su strada colombiano (Bogotà, n. 1996)
- Miguel Heidemann, ciclista su strada tedesco (Treviri, n. 1998)
- Miguel Indurain, ex ciclista su strada spagnolo (Villava, n. 1964)
- Miguel María Lasa, ex ciclista su strada spagnolo (Oiartzun, n. 1947)
- Miguel Ángel López, ciclista su strada colombiano (Pesca, n. 1994)
- Miguel Ángel Martín Perdiguero, ex ciclista su strada spagnolo (San Sebastián de los Reyes, n. 1972)
- Miguel Mínguez, ex ciclista su strada spagnolo (Bilbao, n. 1988)
- Miguel Pacheco, ciclista su strada spagnolo (Sabadell, n. 1931 - Barcellona, † 2018)
- Miguel Ángel Peña, ex ciclista su strada spagnolo (Granada, n. 1970)
- Miguel Poblet, ciclista su strada e pistard spagnolo (Montcada i Reixac, n. 1928 - Barcellona, † 2013)
- Miguel Ángel Rubiano, ciclista su strada colombiano (Bogotà, n. 1984)

## Compositori(2)
- Miguel Ángel Gómez Martínez, compositore e direttore d'orchestra spagnolo (Granada, n. 1949 - Malaga, † 2024)
- Miguel de Fuenllana, compositore spagnolo (Navalcarnero, n. 1500 - Valladolid, † 1579)

## Condottieri(1)
- Miguel López de Legazpi, condottiero spagnolo (Zumarraga - Manila, † 1572)

## Criminali(4)
- Miguel Caro Quintero, criminale messicano (Carboca, n. 1963)
- Miguel Ángel Félix Gallardo, criminale messicano (Culiacán, n. 1946)
- Miguel Atienza, criminale spagnolo (Madrid, n. 1942 - Orgosolo, † 1967)
- Miguel Rodríguez Orejuela, criminale colombiano (Mariquita, n. 1943)

## Danzatori(1)
- Miguel Ángel Zotto, ballerino argentino (Villa Ballester, n. 1958)

## Designer(1)
- Miguel Galluzzi, designer argentino (Buenos Aires, n. 1959)

## Diplomatici(2)
- Miguel Ángel Moratinos, diplomatico e politico spagnolo (Madrid, n. 1951)
- Miguel de los Santos Álvarez, diplomatico spagnolo (Valladolid, n. 1817 - Madrid, † 1892)

## Direttori d'orchestra(1)
- Miguel Harth-Bedoya, direttore d'orchestra peruviano (Lima, n. 1968)

## Dirigenti sportivi(6)
- Chendo, dirigente sportivo e ex calciatore spagnolo (Totana, n. 1961)
- Miguel Ángel Gil Marín, dirigente sportivo, imprenditore e allevatore spagnolo (Madrid, n. 1963)
- Miguel Pardeza, dirigente sportivo e ex calciatore spagnolo (La Palma del Condado, n. 1965)
- Michu, dirigente sportivo e ex calciatore spagnolo (Oviedo, n. 1986)
- Míchel Salgado, dirigente sportivo, allenatore di calcio e ex calciatore spagnolo (As Neves, n. 1975)
- Miguel Torrecilla, dirigente sportivo e ex calciatore spagnolo (Morille, n. 1969)

## Disc jockey(1)
- Antonio Fresco, disc jockey e produttore discografico statunitense (Silver Spring, n. 1983)

## Drammaturghi(1)
- Miguel Mihura, drammaturgo e scrittore spagnolo (Madrid, n. 1905 - Madrid, † 1977)

## Economisti(1)
- Miguel Ángel Pesce, economista argentino (Buenos Aires, n. 1962)

## Educatori(1)
- Miguel Cardona, educatore e politico statunitense (Meriden, n. 1975)

## Erpetologi(1)
- Miguel Vences, erpetologo tedesco (Colonia, n. 1969)

## Esoteristi(1)
- Miguel Serrano, esoterista, scrittore e diplomatico cileno (Santiago del Cile, n. 1917 - Santiago del Cile, † 2009)

## Esploratori(1)
- Miguel Corte-Real, esploratore e navigatore portoghese (Terceira, n. 1448 - † 1502)

## Filosofi(1)
- Miguel Benasayag, filosofo e psicanalista argentino (Buenos Aires, n. 1953)

## Fisici(2)
- Miguel Alcubierre, fisico messicano (Città del Messico, n. 1964)
- Miguel Angel Virasoro, fisico argentino (Buenos Aires, n. 1940 - Buenos Aires, † 2021)

## Fotografi(1)
- Miguel Rio Branco, fotografo, pittore e regista brasiliano (Las Palmas de Gran Canaria, n. 1946)

## Fumettisti(3)
- Miguel Cussó, fumettista, scrittore e sceneggiatore spagnolo (Barcellona, n. 1921 - † 1987)
- Miguel Ángel Martín, fumettista spagnolo (León, n. 1960)
- Miguel Ángel Repetto, fumettista argentino (Luján, n. 1929 - Luján, † 2019)

## Generali(9)
- Miguel Barragán, generale e politico messicano (Ciudad del Maíz, n. 1789 - Città del Messico, † 1836)
- Miguel Cabanellas Ferrer, generale e politico spagnolo (Cartagena, n. 1872 - Malaga, † 1938)
- Miguel Malvar, generale filippino (Santo Tomas, n. 1865 - Manila, † 1911)
- Miguel Núñez de Sanabria, generale spagnolo (Lima - Madrid, † 1729)
- Miguel Núñez de Prado, generale spagnolo (Montilla, n. 1882 - Pamplona, † 1936)
- Miguel Primo de Rivera, generale e politico spagnolo (Jerez de la Frontera, n. 1870 - Parigi, † 1930)
- Miguel Estanislao Soler, generale e politico argentino (Buenos Aires, n. 1783 - San Isidro, † 1849)
- Miguel de la Torre, generale spagnolo (Bernales, n. 1786 - Madrid, † 1843)
- Miguel Miramón, generale e politico messicano (Città del Messico, n. 1832 - Querétaro, † 1867)

## Ginnasti(1)
- Rayderley Zapata, ginnasta spagnolo (Santo Domingo, n. 1993)

## Giocatori di baseball(4)
- Miguel González, giocatore di baseball messicano (Guadalajara, n. 1984)
- Miguel Sanó, giocatore di baseball dominicano (San Pedro de Macorís, n. 1993)
- Miguel Socolovich, giocatore di baseball venezuelano (Caracas, n. 1986)
- Miguel Tejada, ex giocatore di baseball dominicano (Baní, n. 1974)

## Giocatori di biliardo(1)
- Miguel Ángel Borrelli, giocatore di biliardo argentino (Bolivar, n. 1948 - Bolivar, † 2021)

## Giocatori di calcio a 5(9)
- Miguel Aguirrezabala, ex giocatore di calcio a 5 e giocatore di beach soccer uruguaiano (Paso de los Toros, n. 1970)
- Miguel Ângelo Magno Castro, giocatore di calcio a 5 portoghese (Porto, n. 1994)
- Miguel Ángel Cobeta, ex giocatore di calcio a 5 spagnolo (Madrid, n. 1975)
- Miguel Ángel Martínez Ovelar, ex giocatore di calcio a 5 paraguaiano (Arroyos y Esteros, n. 1964)
- Miguel Ángel Mellado, giocatore di calcio a 5 spagnolo (Murcia, n. 1999)
- Rodrigo Petillo, ex giocatore di calcio a 5 argentino (n. 1977)
- Miguel Porras, ex giocatore di calcio a 5 costaricano (n. 1966)
- Miguel Sayago Martí, ex giocatore di calcio a 5 spagnolo (Palma di Maiorca, n. 1985)
- Miguel Weber, ex giocatore di calcio a 5 brasiliano (Curitibanos, n. 1983)

## Giocatori di football americano(1)
- Miguel Boock, ex giocatore di football americano tedesco (Amburgo, n. 1992)

## Giornalisti(1)
- Miguel Gustavo, giornalista, conduttore radiofonico e compositore brasiliano (Rio de Janeiro, n. 1922 - Rio de Janeiro, † 1972)

## Giuristi(1)
- Miguel Reale, giurista, filosofo e politico brasiliano (São Bento do Sapucaí, n. 1910 - São Paulo, † 2006)

## Golfisti(2)
- Miguel Ángel Jiménez, golfista spagnolo (Malaga, n. 1964)
- Miguel Tabuena, golfista filippino (Manila, n. 1994)

## Hockeisti su pista(1)
- Miguel Vieira, hockeista su pista portoghese (Barcelos, n. 1996)

## Informatici(1)
- Miguel de Icaza, informatico messicano (Città del Messico, n. 1972)

## Insegnanti(1)
- Miguel Castillo Didier, docente, grecista e traduttore cileno (Santiago del Cile, n. 1934)

## Judoka(1)
- Miguel Albarracín, judoka argentino (Pinto, n. 1981)

## Lottatori(1)
- Miguel Martínez, lottatore cubano (Santiago di Cuba, n. 1991)

## Marciatori(1)
- Miguel Ángel López, marciatore spagnolo (Murcia, n. 1988)

## Militari(6)
- Miguel Ricardo de Álava, militare e politico spagnolo (Vitoria, n. 1772 - Barèges, † 1843)
- Miguel Grau Seminario, militare peruviano (Piura, n. 1834 - Oceano Pacifico, † 1879)
- Miguel de la Grúa Talamanca, militare spagnolo (Palermo - Marsiglia, † 1812)
- Miguel Keith, militare statunitense (San Antonio, n. 1951 - † 1970)
- Miguel Martínez de Hoz, militare argentino (Buenos Aires, n. 1832 - Acayuazá, † 1868)
- Miguel de la Sierra, militare spagnolo (Guarnizo, n. 1763 - Ferrol, † 1827)

## Monaci cristiani(1)
- Miguel de Guevara, monaco cristiano, poeta e filologo messicano (Nuova Spagna, n. 1585 - Nuova Spagna, † 1646)

## Musicisti(5)
- Miguel Faílde, musicista cubano (Guacamaro, n. 1852 - † 1921)
- Miguel García, musicista e compositore spagnolo
- Miguel Matamoros, musicista e compositore cubano (Santiago di Cuba, n. 1894 - Santiago di Cuba, † 1971)
- Miguel, musicista e cantautore statunitense (Los Angeles, n. 1985)
- Kid606, musicista venezuelano (Caracas, n. 1979)

## Naturalisti(1)
- Miguel Lillo, naturalista argentino (San Miguel de Tucumán, n. 1862 - San Miguel de Tucumán, † 1931)

## Nobili(3)
- Miguel di Braganza, nobile portoghese (Reichenau an der Rax, n. 1878 - New York, † 1923)
- Miguel da Silva, nobile e vescovo cattolico portoghese (Évora, n. 1480 - Roma, † 1556)
- Miguel de Moncada, nobile, politico e militare spagnolo (Valencia)

## Notai(1)
- Miguel e Andrea De Lorenzo, notaio e patriota italiano (Cagliari, n. 1756 - Cagliari, † 1830)

## Nuotatori(1)
- Miguel Durán, nuotatore spagnolo (Almendralejo, n. 1995)

## Ostacolisti(1)
- Miguel White, ostacolista filippino (Legazpi, n. 1909 - † 1942)

## Pallanuotisti(1)
- Miki Oca, ex pallanuotista spagnolo (Madrid, n. 1970)

## Pallavolisti(4)
- Miguel Ángel Falasca, pallavolista e allenatore di pallavolo spagnolo (Mendoza, n. 1973 - Varese, † 2019)
- Miguel Gutiérrez, pallavolista cubano (Santa Clara, n. 1997)
- Miguel Ángel López, pallavolista cubano (Cienfuegos, n. 1997)
- Miguel Tavares, pallavolista portoghese (Amadora, n. 1993)

## Pediatri(1)
- Miguel Lunghi, pediatra e politico argentino (Tandil, n. 1943)

## Pianisti(1)
- Miguel Sandoval, pianista, direttore d'orchestra e compositore guatemalteco (Guazacapán, n. 1902 - New York, † 1953)

## Piloti automobilistici(2)
- Miguel Ángel Guerra, ex pilota automobilistico argentino (Buenos Aires, n. 1953)
- Miguel Molina, pilota automobilistico spagnolo (Gerona, n. 1989)

## Piloti motociclistici(3)
- Miguel Duhamel, pilota motociclistico canadese (Montréal, n. 1968)
- Miguel Oliveira, pilota motociclistico portoghese (Almada, n. 1995)
- Miguel Praia, pilota motociclistico portoghese (Albufeira, n. 1978)

## Pittori(1)
- Miguel Ximénez, pittore spagnolo (Pareja)

## Poeti(5)
- Miguel Ángel Bustos, poeta, pittore e critico letterario argentino (Buenos Aires, n. 1932 - Buenos Aires, † 1976)
- Miguel Costa y Llobera, poeta e presbitero spagnolo (Pollença, n. 1854 - Palma di Maiorca, † 1922)
- Miguel Hernández, poeta e drammaturgo spagnolo (Orihuela, n. 1910 - Alicante, † 1942)
- Miguel Otero Silva, poeta venezuelano (Barcelona, n. 1908 - Caracas, † 1985)
- Miguel de Unamuno, poeta, filosofo e scrittore spagnolo (Bilbao, n. 1864 - Salamanca, † 1936)

## Politici(23)
- Miguel Abadìa Méndez, politico, diplomatico e scrittore colombiano (Vega de los Padres, n. 1867 - Bogotà, † 1947)
- Miguel Alemán Valdés, politico messicano (Sayula de Alemán, n. 1900 - Città del Messico, † 1983)
- Miguel Arias Cañete, politico spagnolo (Madrid, n. 1950)
- Miguel José de Azanza, politico e diplomatico spagnolo (Aoiz, n. 1746 - Bordeaux, † 1826)
- Miguel de Azcuénaga, politico e militare argentino (Buenos Aires, n. 1754 - Buenos Aires, † 1833)
- Miguel Barbachano, politico messicano (San Francisco de Campeche, n. 1807 - Mérida, † 1859)
- Miguel Barreiro, politico uruguaiano (Montevideo, n. 1789 - Montevideo, † 1848)
- Miguel Abia Biteo Boricó, politico equatoguineano (n. 1961 - † 2012)
- Miguel Ángel Blanco, politico spagnolo (Ermua, n. 1968 - Lasarte-Oria, † 1997)
- Miguel Brugueras, politico e diplomatico cubano (L'Avana, n. 1939 - L'Avana, † 2006)
- Miguel Calmon Dupin e Almeda, politico brasiliano (Santo Amaro, n. 1796 - Rio de Janeiro, † 1865)
- Miguel Domínguez, politico, rivoluzionario e avvocato messicano (Città del Messico, n. 1756 - Città del Messico, † 1830)
- Miguel Díaz-Canel, politico e ingegnere cubano (Santa Clara, n. 1960)
- Miguel García Granados Zavala, politico guatemalteco (El Puerto de Santa María, n. 1809 - Città del Guatemala, † 1878)
- Miguel Iglesias, politico e militare peruviano (Cajamarca, n. 1830 - Lima, † 1909)
- Miguel Juárez Celman, politico e avvocato argentino (Córdoba, n. 1844 - Arrecifes, † 1909)
- Miguel de la Madrid, politico messicano (Colima, n. 1934 - Città del Messico, † 2012)
- Miguel Mai, politico, diplomatico e umanista spagnolo (Barcellona - Madrid, † 1546)
- Sebastián Piñera, politico e imprenditore cileno (Santiago del Cile, n. 1949 - Lago Ranco, † 2024)
- Miguel Ángel Revilla, politico spagnolo (Salceda, n. 1943)
- Miguel Ángel Rodríguez, politico costaricano (San José, n. 1940)
- Miguel de San Román, politico peruviano (Puno, n. 1802 - Lima, † 1863)
- Miguel Trovoada, politico saotomense (São Tomé, n. 1936)

## Poliziotti(2)
- Miguel Etchecolatz, poliziotto e criminale argentino (Azul, n. 1929 - Buenos Aires, † 2022)
- Miguel Maza Márquez, poliziotto colombiano (Santa Marta, n. 1942)

## Presbiteri(6)
- Miguel Francisco Guerra, presbitero e politico spagnolo (Napoli, n. 1657 - Madrid, † 1729)
- Fernando Karadima, presbitero e criminale cileno (Antofagasta, n. 1930 - Lo Barnechea, † 2021)
- Miguel de Molinos, presbitero, mistico e scrittore spagnolo (Muniesa, n. 1628 - Roma, † 1696)
- Miguel Oltra, presbitero spagnolo (Benifairó de la Valldigna, n. 1911 - Madrid, † 1982)
- Miguel Ángel Tábet, presbitero, teologo e biblista venezuelano (Caracas, n. 1941 - Roma, † 2020)
- Miguel d'Escoto Brockmann, presbitero, politico e diplomatico nicaraguense (Los Angeles, n. 1933 - Managua, † 2017)

## Pugili(5)
- Miguel Canto, ex pugile messicano (Mérida, n. 1948)
- Miguel Cotto, ex pugile portoricano (Caguas, n. 1980)
- Miguel Ángel Cuello, pugile argentino (Elortondo, n. 1946 - Provincia di Santa Fe, † 1999)
- Mikey Garcia, pugile statunitense (Oxnard, n. 1987)
- Miguel Lora, ex pugile colombiano (Montería, n. 1961)

## Registi(12)
- Miguel Arteta, regista portoricano (San Juan, n. 1965)
- Miguel Contreras Torres, regista, sceneggiatore e produttore cinematografico messicano (Morelia, n. 1899 - Città del Messico, † 1981)
- Miguel M. Delgado, regista e sceneggiatore messicano (Città del Messico, n. 1905 - † 1994)
- Miguel Gomes, regista e critico cinematografico portoghese (Lisbona, n. 1972)
- Miguel Iglesias, regista e sceneggiatore spagnolo (Barcellona, n. 1915 - Barcellona, † 2012)
- Miguel Littín, regista, sceneggiatore e scrittore cileno (Palmilla, n. 1942)
- Miguel Mendes, regista e sceneggiatore portoghese (Covilhã, n. 1978)
- Miguel Morayta, regista e sceneggiatore spagnolo (Villahermosa, n. 1907 - Città del Messico, † 2013)
- Miguel Picazo, regista, sceneggiatore e attore spagnolo (Cazorla, n. 1927 - Madrid, † 2016)
- Miguel Sapochnik, regista britannico (Londra, n. 1974)
- Miguel Ángel Vivas, regista e sceneggiatore spagnolo (Siviglia, n. 1974)
- Miguel Zacarías, regista, produttore cinematografico e scrittore messicano (Città del Messico, n. 1905 - Cuernavaca, † 2006)

## Religiosi(1)
- Miguel Cabello Balboa, religioso e scrittore spagnolo (Archidona - Camata)

## Rivoluzionari(1)
- Miguel Hidalgo y Costilla, rivoluzionario e religioso messicano (Pénjamo, n. 1753 - Chihuahua, † 1811)

## Rugbisti a 15(1)
- Miguel Ruiz, ex rugbista a 15 argentino (Mendoza, n. 1975)

## Scacchisti(3)
- Miguel Illescas, scacchista spagnolo (Barcellona, n. 1965)
- Miguel Najdorf, scacchista polacco (Varsavia, n. 1910 - Malaga, † 1997)
- Miguel Quinteros, scacchista argentino (Buenos Aires, n. 1947)

## Schermidori(3)
- Miguel de Capriles, schermidore statunitense (Città del Messico, n. 1906 - San Francisco, † 1981)
- Miguel Gómez, ex schermidore spagnolo (n. 1967)
- Miguel de la Rosa, ex schermidore cubano

## Scrittori(11)
- Miguel Luis Amunategui, scrittore cileno (Santiago del Cile, n. 1828 - † 1888)
- Miguel Ángel Asturias, scrittore, poeta e drammaturgo guatemalteco (Città del Guatemala, n. 1899 - Madrid, † 1974)
- Miguel Barnet, romanziere, poeta e etnografo cubano (L'Avana, n. 1940)
- Miguel Antonio Caro, scrittore e politico colombiano (Bogotà, n. 1843 - Bogotà, † 1909)
- Miguel de Cervantes, scrittore, poeta e drammaturgo spagnolo (Alcalá de Henares, n. 1547 - Madrid, † 1616)
- Miguel Delibes, scrittore spagnolo (Valladolid, n. 1920 - Valladolid, † 2010)
- Miguel de Estete, scrittore e esploratore spagnolo (Santo Domingo de la Calzada, n. 1495 - Lima)
- Miguel M. Abrahão, scrittore, drammaturgo e storico brasiliano (San Paolo, n. 1961)
- Miguel Torga, scrittore e poeta portoghese (São Martinho de Anta, n. 1907 - Coimbra, † 1995)
- Miguel Sousa Tavares, scrittore e giornalista portoghese (Porto, n. 1952)
- Miguel Zamacoïs, scrittore, poeta e giornalista francese (Louveciennes, n. 1866 - Parigi, † 1955)

## Scultori(1)
- Miguel Berrocal, scultore e artista spagnolo (Villanueva de Algaidas, n. 1933 - Antequera, † 2006)

## Sindacalisti(1)
- Miguel Mármol, sindacalista e rivoluzionario salvadoregno (Ilopango, n. 1905 - San Salvador, † 1993)

## Sportivi(1)
- Miguel Yanguas, sportivo spagnolo (Motril, n. 2002)

## Storici(4)
- Miguel Asín Palacios, storico, arabista e religioso spagnolo (Saragozza, n. 1871 - San Sebastián, † 1944)
- Miguel de Barrios, storico e poeta spagnolo (Montilla, n. 1625 - Amsterdam, † 1701)
- Miguel Gotor, storico, politico e saggista italiano (Roma, n. 1971)
- Miguel Ángel del Arco Blanco, storico, docente e scrittore spagnolo (n. 1978)

## Tennisti(3)
- Miguel Ángel López Jaén, ex tennista spagnolo (Elche, n. 1982)
- Miguel Ángel Reyes Varela, tennista messicano (Guadalajara, n. 1987)
- Miguel Tobon, ex tennista colombiano (Medellín, n. 1968)

## Tenori(1)
- Miguel Fleta, tenore spagnolo (Albalate de Cinca, n. 1897 - La Coruña, † 1938)

## Triplisti(1)
- Miguel van Assen, triplista surinamese (n. 1997)

## Velisti(1)
- Miguel Noguer, ex velista spagnolo (Barcellona, n. 1956)

## Vescovi cattolici(7)
- Miguel José Asurmendi Aramendia, vescovo cattolico spagnolo (Pamplona, n. 1940 - Pamplona, † 2016)
- Miguel Juan Balaguer, vescovo cattolico spagnolo (Camarasa, n. 1597 - Malta, † 1663)
- Miguel Ángel Builes Gómez, vescovo cattolico colombiano (Donmatías, n. 1888 - Medellín, † 1971)
- Miguel Ángel Castro Muñoz, vescovo cattolico messicano (Puebla de Zaragoza, n. 1970)
- Michele Maria Giambelli, vescovo cattolico italiano (Flero, n. 1920 - Bragança, † 2010)
- Miguel Olaortúa Laspra, vescovo cattolico e missionario spagnolo (Bilbao, n. 1962 - Iquitos, † 2019)
- Miguel de los Santos Serra y Sucarrats, vescovo cattolico spagnolo (Olot, n. 1868 - La Vall d'Uixó, † 1936)

## Violinisti(1)
- Miguel Candela, violinista e docente francese (Parigi, n. 1914 - Bois-le-Roi, † 2000)

## Wrestler(3)
- El Cobarde, wrestler messicano (Ciudad Juárez, n. 1947 - Ciudad Juárez, † 1983)
- Miguel Pérez Jr., wrestler portoricano (San Juan, n. 1966)
- Rey Misterio senior, wrestler messicano (Tijuana, n. 1958 - Rosarito, † 2024)

## Senza attività specificata(1)
- Miguel Martinez, ex mountain biker, ciclocrossista e ciclista su strada francese (Fourchambault, n. 1976)